# Hyaloscypha aureliella
Hyaloscypha aureliella (Nyl.) Huhtinen – gatunek grzybów należący do rodziny przeźroczkowatych (Hyaloscyphaceae).

## Systematyka i nazewnictwo
Pozycja w klasyfikacji według Index Fungorum: Hyaloscypha, Hyaloscyphaceae, Helotiales, Leotiomycetidae, Leotiomycetes, Pezizomycotina, Ascomycota, Fungi.
Po raz pierwszy takson ten opisał w 1866 roku William Nylander, nadając mu nazwę Peziza aureliella. Obecną nazwę nadał mu w 1990 r. Seppo Huhtinen.
Ma 14 synonimów. Niektóre z nich:
- Cheiromycella gyrosa (Cooke & Massee) E.W. Mason & S. Hughes 1953
- Hyaloscypha stevensonii (Berk. & Broome) Nannf. 1936
- Hyaloscypha velenovskyi Graddon 1972[2].

## Morfologia
Owocnik
Typu apotecjum bez trzonu, o średnicy 0,4–1,5 mm. Powierzchnia hymenialna (wewnętrzna) biała do blado żółtawo brązowej. Powierzchnia zewnętrzna pokryta włoskami o kształcie od wąskostożkowatych do półbutelkowatych z tępymi wierzchołkami, cienkościennymi, z licznymi brązowymi żywicznymi nalotami na większej części swojej długości, (25)50-60 x (2,5)4-5 µm.
Cechy mikroskopowe
Konidiofory na MMN2 o długości 9–18 μm, szerokości 2,5–4(–5) μm, monilioidalne, składające się z podłużnych do półkulistych komórek, proste lub rozgałęzione, szkliste, cienkościenne, gładkie, powstające ze strzępek wegetatywnych, często zredukowane do pojedynczych komórek konidiotwórczych. Komórki konidiotwórcze o długości 4,5–6,5 (–7,5) μm, szerokości 3–4,5 μm, końcowe i boczne zintegrowane z konidioforem lub oddzielne, powstające ze strzępek wegetatywnych, mono- lub poliblastyczne, półkuliste, elipsoidalne lub elipsoidalno-stożkoweg, szkliste, cienkościenne. Konidia typu fragmokonidium, 12–14,5(–16,5) × 5–5,5 μm z 1–3-przegrodami, większość konidiów składa się z kulistej do romboidalnej 1-komórkowej podstawy 5,5–6,5 × 4,5–5,5 (–6) μm i dwóch ramion, 9–12 (–13) × 4,5–5,5 μm, ramiona nierówne do wyraźnie nierównych, rozbieżne lub nierozbieżne, złożone z 2–3 komórek, zwężone w przegrodach, brązowawe, gładkie, z zaokrąglonymi wierzchołkami, podstawa zaokrąglona do ściętej.

## Występowanie i siedlisko
Hyaloscypha aureliella występuje na niektórych wyspach i wszystkich kontynentach poza Antarktydą. W Polsce M.A. Chmiel w 2006 r. przytoczyła kilka stanowisk tego gatunku, w późniejszych latach również podano wiele jego stanowisk.
Grzyb saprotroficzny rozwijający się na martwym drewnie i na szyszkach sosny (Pinus).